# Ismael Valadéz
Ismael Valadéz Arce (ur. 14 września 1985 w Tejupilco) – meksykański piłkarz występujący na pozycji napastnika.

## Kariera klubowa
Valadéz jest wychowankiem klubu Deportivo Toluca, do którego seniorskiej drużyny został włączony jako dziewiętnastolatek przez brazylijskiego szkoleniowca Ricardo Ferrettiego i w meksykańskiej Primera División zadebiutował 3 listopada 2004 w wygranym 1:0 spotkaniu z Santos Laguną. Premierowego gola w najwyższej klasie rozgrywkowej strzelił natomiast 25 września 2005 w wygranej 2:1 konfrontacji z Tecos UAG i w tym samym jesiennym sezonie Apertura 2005 zdobył ze swoim zespołem mistrzostwo Meksyku. Rok później, podczas rozgrywek Apertura 2006 zanotował natomiast tytuł wicemistrzowski, w tym samym roku zdobywając także superpuchar Meksyku – Campeón de Campeones i docierając do finału najbardziej prestiżowych rozgrywek północnoamerykańskiego kontynentu – Pucharu Mistrzów CONCACAF. Ogółem w barwach Toluki spędził cztery lata, nie potrafiąc na dłuższą metę wywalczyć sobie miejsca w wyjściowym składzie, a przez ostatni rok ani razu nie pojawił się na boisku, występując wyłącznie w drugoligowych rezerwach – Atlético Mexiquense.
Latem 2008 Valadéz udał się na wypożyczenie do ekipy Atlante FC z siedzibą w mieście Cancún, gdzie spędził rok w roli głębokiego rezerwowego, lecz w 2009 roku po raz drugi w karierze triumfował z nim w rozgrywkach Ligi Mistrzów CONCACAF. W późniejszym czasie, również na zasadzie rocznego wypożyczenia, został wypożyczony do drugoligowego Club León, w którego barwach dotarł do finału rozgrywek Liga de Ascenso w wiosennym sezonie Bicentenario 2010, jednak mimo regularnych występów przeważnie pełnił rolę rezerwowego. W lipcu 2010 został wypożyczony do kolejnego drugoligowca – klubu Correcaminos UAT z siedzibą w Ciudad Victoria, gdzie grał przez rok bez większych sukcesów, mając pewne miejsce w wyjściowym składzie, po czym na zasadzie wypożyczenia zasilił również drugoligowy zespół Altamira FC. Tam występował przez sześć miesięcy, będąc najlepszym strzelcem drużyny, a na początku 2012 roku udał się na sześciomiesięczne wypożyczenie do zespołu Dorados de Sinaloa z miasta Culiacán, również występującego w drugiej lidze, lecz nie strzelił w jego barwach żadnego gola.
W lipcu 2012 Valadéz został piłkarzem Cruz Azul Hidalgo – grających w drugiej lidze rezerw klubu Cruz Azul. Jego udane występy po półtora roku zaowocowały włączeniem go do kadry pierwszego zespołu, z którym w 2014 roku trzeci raz w karierze wygrał Ligę Mistrzów CONCACAF. W tym samym roku wziął również udział w Klubowych Mistrzostwach Świata, gdzie zajął ze swoją ekipą czwarte miejsce.
| Sezon     | Klub                | Kraj   | Rozgrywki  | Mecze | Bramki |
| --------- | ------------------- | ------ | ---------- | ----- | ------ |
| 2004/2005 | Deportivo Toluca    | Meksyk | Liga MX    | 1     | 0      |
| 2005/2006 | Deportivo Toluca    | Meksyk | Liga MX    | 17    | 3      |
| 2006/2007 | Deportivo Toluca    | Meksyk | Liga MX    | 13    | 0      |
| 2007/2008 | Atlético Mexiquense | Meksyk | Ascenso MX | 16    | 6      |
| 2008/2009 | Atlante FC          | Meksyk | Liga MX    | 6     | 0      |
| 2009/2010 | Club León           | Meksyk | Ascenso MX | 31    | 7      |
| 2010/2011 | Correcaminos UAT    | Meksyk | Ascenso MX | 28    | 5      |
| 2011/2012 | Altamira FC         | Meksyk | Ascenso MX | 16    | 10     |
| 2011/2012 | Dorados de Sinaloa  | Meksyk | Ascenso MX | 8     | 0      |
| 2012/2013 | Cruz Azul Hidalgo   | Meksyk | Ascenso MX | 22    | 7      |
| 2013/2014 | Cruz Azul Hidalgo   | Meksyk | Ascenso MX | 14    | 6      |
| 2013/2014 | Cruz Azul           | Meksyk | Liga MX    | 6     | 0      |
| 2014/2015 | Cruz Azul           | Meksyk | Liga MX    |       |        |

## Kariera reprezentacyjna
W 2006 roku Valadéz został powołany przez szkoleniowca Jesúsa Ramíreza do reprezentacji Meksyku U-23 na Igrzyska Ameryki Środkowej i Karaibów w Cartagenie. Tam pełnił rolę podstawowego piłkarza swojej drużyny, rozgrywając wszystkie trzy mecze, z czego dwa w wyjściowym składzie i zdobył bramkę w spotkaniu fazy grupowej z Kubą (1:0). Jego drużyna wyszła natomiast z grupy z drugiego miejsca, notując zwycięstwo i porażkę, jednak odpadła z męskiego turnieju piłkarskiego zaraz potem, w ćwierćfinale.
W seniorskiej reprezentacji Meksyku Valadéz zadebiutował za kadencji selekcjonera Hugo Sáncheza, 14 października 2007 w zremisowanym 2:2 meczu towarzyskim z Nigerią.